# Karen Schacht
Karen Schacht (* 29. Juli 1900 in Niederlößnitz; † 20. Oktober 1987 in Kassel) war eine deutsche Malerin.

## Leben
Karen Schacht war eine Tochter des Papierchemikers Willi Schacht. Sie wuchs in Weißenfels auf und zog 1920 mit ihrer Familie nach Weimar. An der dortigen Musikschule erlernte sie das Klavierspiel bei Bruno Hinze-Reinhold. 1928/1929 studierte sie Malerei an der Hans-Hofmann-Schule für Bildende Kunst in München. Von 1929 bis 1932 besuchte sie in Berlin die Malschule von Johann Walter-Kurau, dessen Lehre ihr weiteres künstlerisches Wirken wesentlich beeinflusste. 
Schacht freundete sich mit Otto Manigk an, der nach dem Tod Walter-Kuraus dessen Malkurse von 1933 bis 1940 in Ückeritz auf Usedom fortführte. Sie und Manigk malten dort in dieser Zeit gemeinsam, oft die gleichen Motive wählend. Es entstanden kleinformatige Landschaften, Stillleben und Porträts in Öl auf Leinwand. 1940 baute Schacht ein Atelierhaus neben Manigks Haus in Ückeritz. Schacht, Manigk, dessen Jugendfreund Herbert Wegehaupt und Otto Niemeyer-Holstein bildeten einen Künstlerkreis auf Usedom, der nicht nur durch die Malerei, sondern auch gemeinsames Musizieren zusammenwuchs. Die Jahre vor dem Zweiten Weltkrieg bildeten den Höhepunkt des künstlerischen Schaffens von Karen Schacht. 1941 unterbrach sie ihre Malerei und 1944 wurde sie eingezogen, um in Deutsch Krone Schützengräben auszuheben.
1953 floh Schacht nach West-Berlin, ihre größtenteils in der DDR zurückgebliebenen Bilder wurden von der Staatssicherheit beschlagnahmt. Sie malte nur noch gelegentlich und nachdem sie 1967 zu ihrer Schwester nach Kassel gezogen war, gab sie die Malerei endgültig auf. Als sie 1987 mit 87 Jahren starb, hinterließ sie ca. 350 Gemälde. Ihre Werke befinden sich unter anderem in den Sammlungen des Pommerschen Landesmuseums, des Museums Atelier Otto Niemeyer-Holstein in Koserow und des Staatlichen Museums Schwerin.

## Ausstellungen (Auswahl)
- 1949: Heimatmuseum Stralsund  (mit Otto Niemeyer-Holstein und Eva Schütze)
- 1989: Gedächtnis-Ausstellung, Kunstpavillon Heringsdorf
- 1998: Usedomer Malerei, Albrechtsburg, Meißen (mit Otto Manigk, Herbert Wegehaupt und Otto Niemeyer-Holstein, Katalog)
- 1999/2000: Meisterwerke aus Mecklenburg-Vorpommern, Staatliches Museum Schwerin (Katalog)
- 2000/2001: Meisterwerke der Künstlerkolonie Usedom, Kulturhistorisches Museum Rostock
- 2006/2007: Malerfreundschaft, Museum Atelier Otto Niemeyer-Holstein Koserow (mit Otto Manigk, Herbert Wegehaupt und Otto Niemeyer-Holstein, Katalog).